# Edoardo Nesi
Edoardo Nesi (n. 9 noiembrie 1964, Prato, Italia) este un scriitor italian.
A câștigat Premiul Strega în 2011 pentru Storia della mia gente.